# Isakovo
Isakovo (serbisch-kyrillisch Исаково) ist ein Dorf mit 649 Einwohnern in Zentralserbien, Opština Ćuprija im Verwaltungsbezirk Okrug Pomoravlje. Das Dorf liegt etwa 15 km östlich der Stadt Ćuprija.

## Geschichte
Das Dorf wurde nach dem byzantinischen Kaiser Isaak benannt, der sich während seiner Schlachten an der südlichen Morava im Jahre 1191 eine Zeit lang dort niederließ. Fundamente ehemals römischer Steinhäuser, welche aus der Zeit der römischen Herrschaft stammen, findet man auch vor. Es gibt zwei Wasserquellen, welche noch aus römischer Zeit stammen; die Einwohner nennen diese „Ogash (rum. für Quelle) Keronur“ und „Ogash Korlanur“.
Aus osmanischer Zeit findet man ebenso regelmäßig Münzen, Gräber und Fundamente ehemaliger osmanischer Bewohner, welche sich vor allem auf einer Anhöhe in der Nähe des Dorfzentrums niederließen. In den osmanischen Defter war mit dem heutigen Isakovo nur das heutige Dorfzentrum gemeint; Ortschaften wie Cimari, Suvajnica, Brest und Bukovo waren separate Dörfer bzw. Familiensiedlungen und wurden erst später einverleibt.
Ab 1459 gehörte das Gebiet, wo sich das heutige Isakovo befindet, zum Sandschak von Smederevo. In diesem Gebiet gab es schon viele walachische Schafhirten und Grenzwächter. Jedoch wurden auch viele aus Montenegro und der Region Starivlah neu angesiedelt, wie osmanischen Quellen berichten. Aufgrund des ständigen Machtwechsels, welcher in dieser Region zwischen dem osmanischen Reich und Österreich-Ungarn stattfand, kann man nicht klar sagen, ob die Walachen dieses Gebietes östlich der Morava zu der Restbevölkerung der Römer oder der im 15. Jahrhundert angesiedelten angehören.
Die Einwohner von Suvajnica lebten alle in einem „Katun“ (Weiler)  östlich im Dorf nahe dem Dorfzentrum und hatten ihre Ackerfelder und Weiden weiter in Richtung Osten und Nordosten. Es gab einen Brunnen im Dorf, wo die Bewohner von Suvajnica Wasser holten, welcher bis heute noch „Repa lu Vula“ genannt wird. Ab dem Jahr 1955, als man bei den verschiedenen Ackerfeldern tief unter der Erde auf Wasser stieß, ließen sich allmählich fast alle Familien auf ihren Feldern weiter oben in der Suvajnica nieder und bauten dort ihre Häuser, welche heute im Gegensatz zu früher verstreut liegen; auch gingen manche weiter hinunter ins Dorfzentrum und verteilten sich in Richtung Friedhof.
Die Familien aus der Ortschaft Cimari jedoch, nordwestlich vom heutigen Dorfzentrum, zogen aus ihrem Weiler in Richtung Dorfzentrum und ließen sich dort dauerhaft nieder. Grund dafür waren die schlechten Straßen und das unwegsame Gelände. Ca. 70 % aller Familien im Dorfzentrum haben in Cimari ihren Ursprung. Die „Coliba“ (rumänisch für Hütte), welche die Familien dort zurückließen, werden regelmäßig gepflegt und viele wurden restauriert.

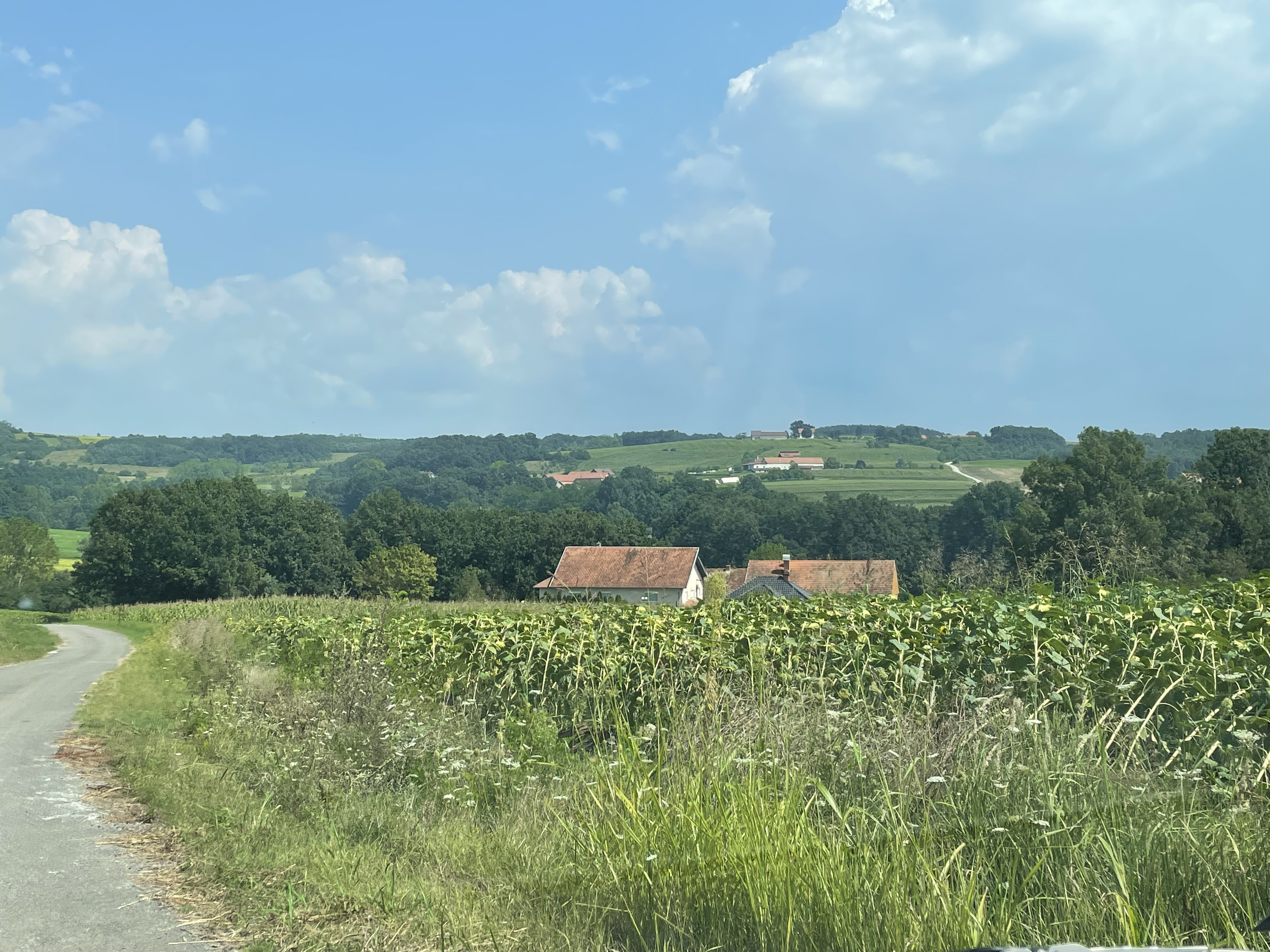
Isakovo, Suvajnica Familiensiedlung und Landschaft

Etwa 90 % der heutigen Familien von Isakovo stammen von diesen zwei großen Sektionen des Dorfes ab. Während die anderen aus den umliegenden, meist walachischen, Dörfern durch Heirat oder Erbschaft hinzukamen. Das von Vater zu Sohn weitergegebene Familienfest (serb. Slava, rum. Ospat) des Nikolaus und zum Teil der Paraskevi ist meist bei denen im heutigen oberen Isakovo üblich. Während das Familienfest der Paraskevi und des Demetrios mehrheitlich bei den aus Cimari stammenden Bewohnern gefeiert wird. Heute sind fast alle aus Isakovo stammenden Familien miteinander näher oder weiter verwandt, unabhängig von ihrem Ursprungsgebiet.
Die Dorfbewohner waren zumeist wie üblich bei den Walachen des Balkans Schafhirten. Mit der Zeit, vor allem nach dem Wegzug der Osmanen, wurde der Ackerbau immer beliebter und die meisten Familien betrieben sowohl Ackerbau als auch Viehzucht. Während der osmanischen Zeit war es üblich, dass die halbnomadischen Walachen des Balkans immer jeweils ein Oberhaupt bzw. Stammesältesten pro Katun hatten, so auch in Isakovo. Dieser bestimmte über alltägliche Dinge des Zusammenlebens und traf z. B. Entscheidungen über Eheschließungen und Weideflächen, diesen nannte man „Moshu“ oder „Katunaru“. Die Einwohner des heutigen Isakovo nennen bis heute den jeweils ältesten Mann in ihrer Familie „Moshu“.

## Einwohner
Das Dorf wird zu 96 % von Walachen (Vlasi) bewohnt. Die restlichen Einwohner sind Serben und Rumänen. Die Einwohner von Isakovo nennen sich selbst auf Rumänisch „Iskuvienji“.
Seit ihrem Höchststand in den 1980er Jahren, als die Einwohnerzahl 1.587 betrug, ist diese stark gesunken. Viele Einwohner sind aus wirtschaftlichen Gründen nach Österreich oder in die Schweiz ausgewandert. In den Sommermonaten, wenn die meisten aus der Diaspora ihr Heimatdorf besuchen, steigt die Einwohnerzahl gelegentlich auf über 2.000.
Anders als früher sprechen die meisten Bewohner sowohl walachisch als auch serbisch. Walachisch wird zumeist zu Hause gesprochen. Viele der im Ausland Lebenden beherrschen ebenso beide Sprachen.

## Namen
Die Bewohner von Isakovo haben alle seit ca. dem Jahre 1830 einen offiziellen serbischen Nachnamen. Der walachische, inoffizielle, Familien- und Stammname ist in der Umgangssprache sehr wichtig unter den Dorfbewohnern. Früher gab es oft Vornamen wie z. B. Sanda, Madalina, Roma, Rossa, Gica, Pierra, Pau, Sandu etc. Dies zeigt, dass die Vorfahren der heutigen Bewohner noch sehr lange lateinische Vornamen in Gebrauch hatten. Heutzutage haben viele sowohl serbische Vornamen als auch immer mehr internationale Vornamen wie z. B. Leo, David, Marko oder Viktor.

## Organisation
Die Diaspora und die im Dorf Lebenden sind stark miteinander verwurzelt und gut organisiert. So wurden in Zusammenarbeit fast alle Straßen asphaltiert und eine neue Kirche im Dorfzentrum gebaut. Ebenso wird der Friedhof regelmäßig gepflegt, gewartet und die alten Grabsteine restauriert.
Heute gibt es im Dorf einen Folkloreclub, welcher „Kud Horreum Margi“ heißt, benannt nach der aus römischer Zeit stammendem Bezeichnung für Cuprija. Dieser organisiert jährlich Tanzturniere, wo Tanzgruppen aus dem ganzen Balkan aufeinandertreffen. Ebenso gibt es regelmäßig Fußballturniere.

## Galerie

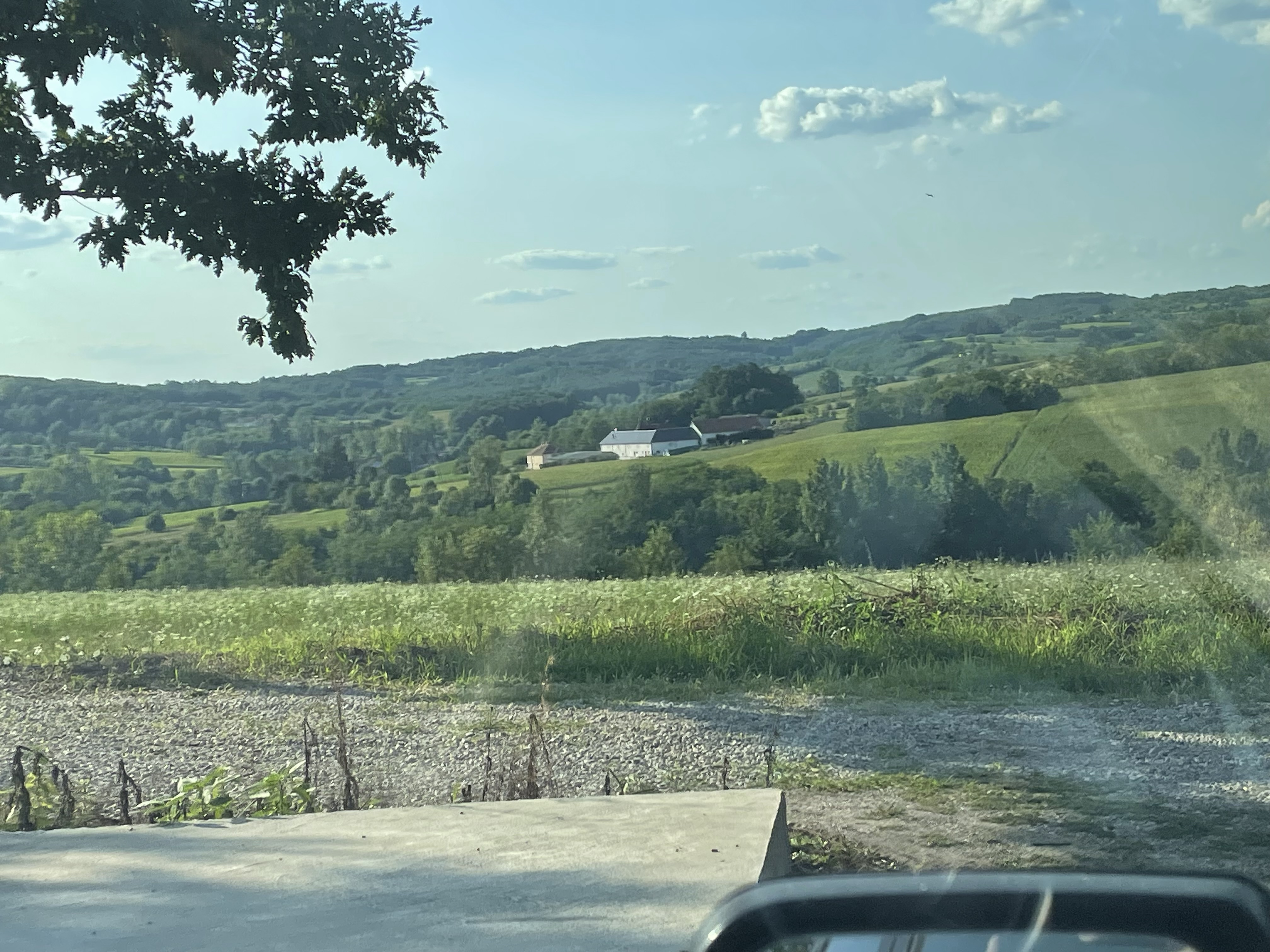
Cimare
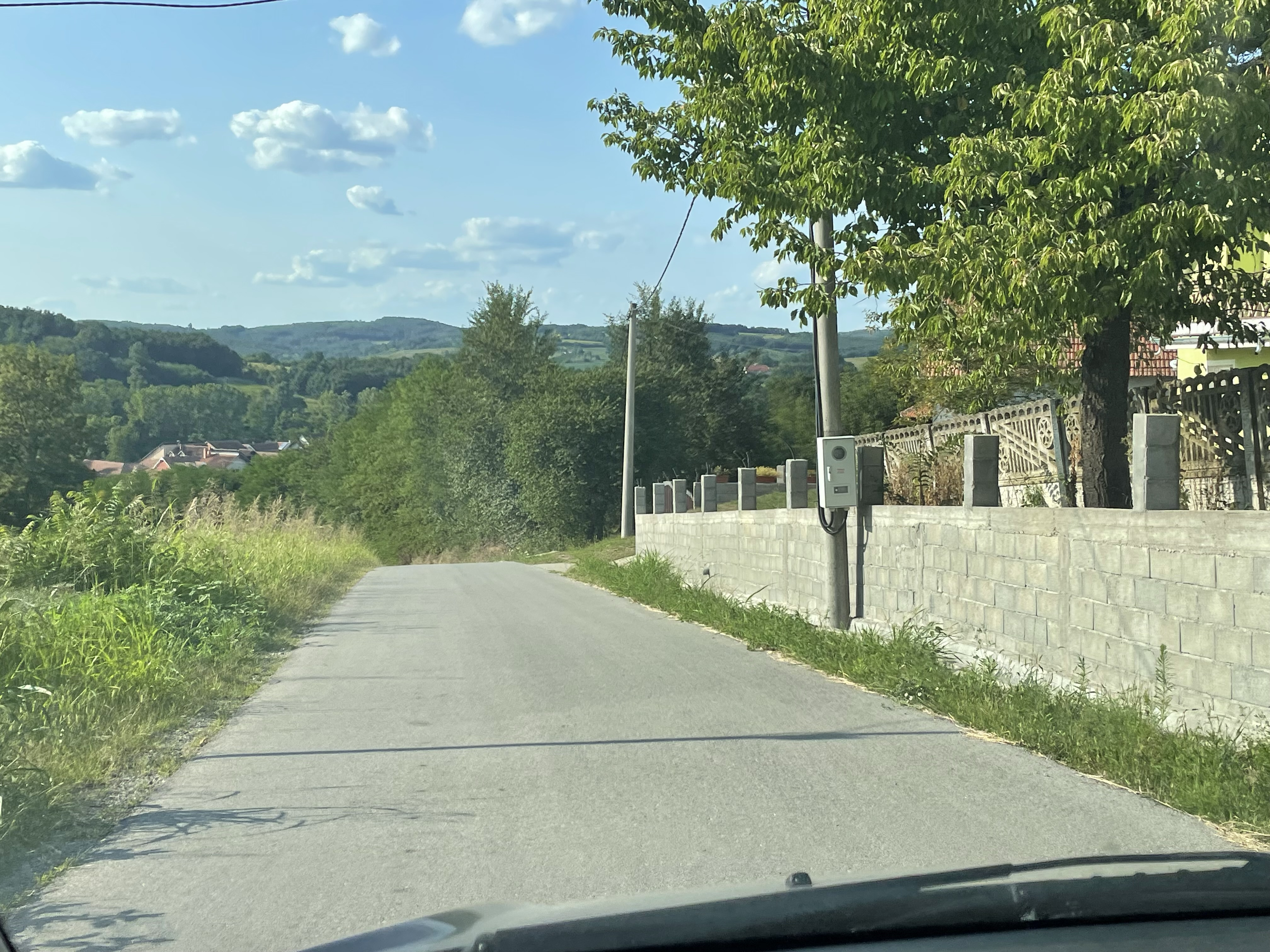
Blick ins Dorfzentrum
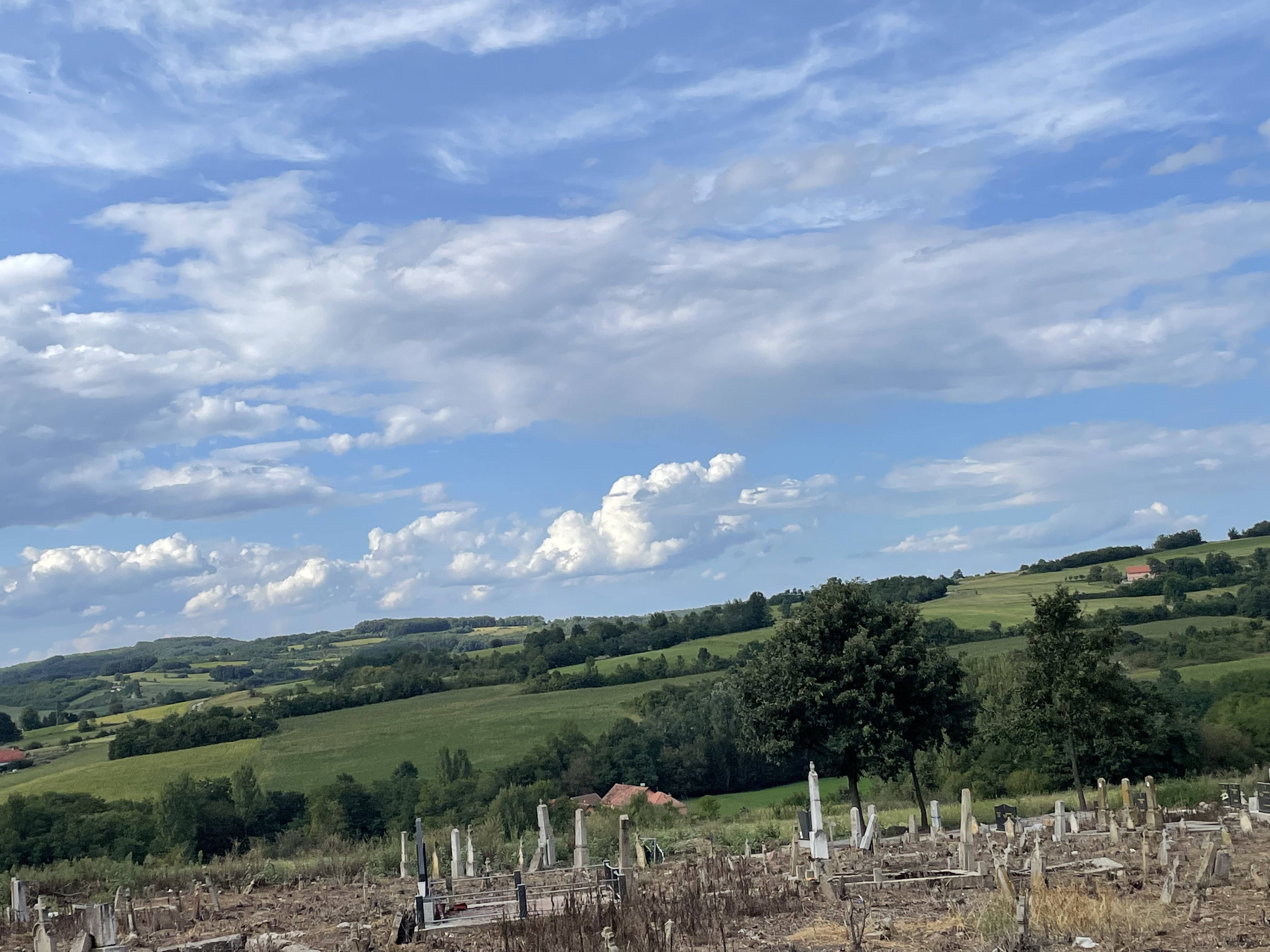
Alter Friedhof und Cimare im Hintergrund
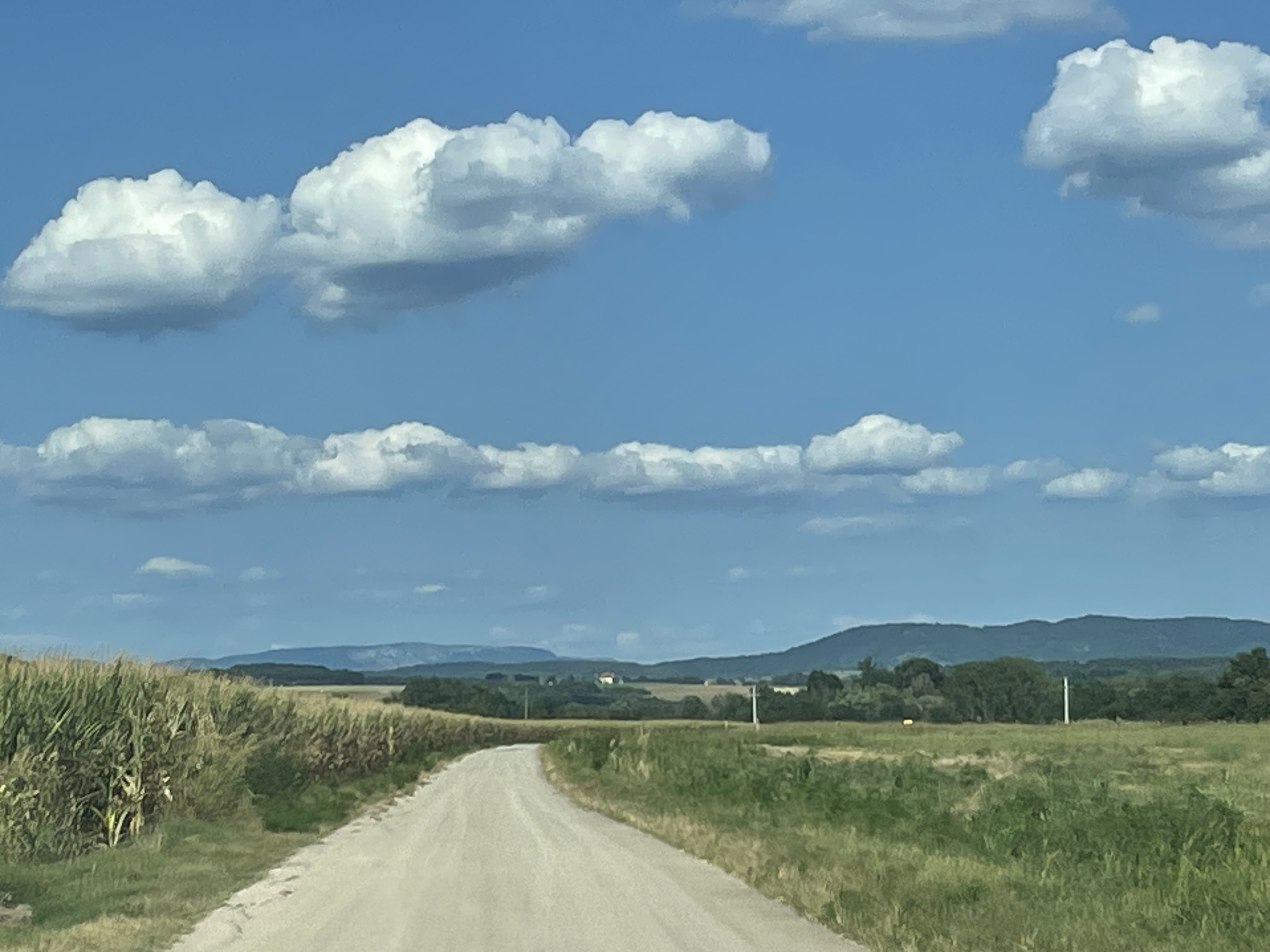
Poiana Mare